# Laura Muñoz Ilundain
Laura Muñoz Ilundain (Madrid, 9 de junio de 1970) es una exgimnasta española que compitió en la disciplina de gimnasia artística. Es considerada la primera gimnasta artística española que consiguió gran popularidad. Fue olímpica en Los Ángeles 1984 y Seúl 1988. Tiene 2 títulos de campeona de España infantil (1981 y 1982) y 3 de campeona de España sénior (1984, 1985 y 1987), además de 9 medallas en Juegos Mediterráneos.

## Trayectoria y palmarés deportivo
Comenzó en el Club Calvo Munar-Rodeira a las órdenes de Jesús ''Fillo'' Carballo. En 1981 entró en el equipo nacional de gimnasia artística. Ese año se proclamó campeona de España en categoría infantil, título que también lograría al año siguiente. En 1983 fue subcampeona de España en categoría absoluta. Ese mismo año conquistó tres medallas de oro y una de plata en los Juegos Mediterráneos de Casablanca. Fue la primera clasificada en el concurso general femenino, por equipos y en barra de equilibrio, además de lograr el segundo puesto en barras asimétricas. En 1984 participó en los Juegos Olímpicos de Los Ángeles obteniendo el puesto 14º en el concurso general. En los años 1984, 1985 y 1987 se proclamó campeona de España. En el Campeonato de España de 1987 se convirtió en la primera gimnasta española en conseguir una puntuación de 10 en una competición oficial de gimnasia artística, al hacerlo en la competición de salto, hecho por el que figura en el Libro Guinness de los récords.
En 1987 logró cinco medallas de oro en los Juegos Mediterráneos de Latakia. Las consiguió en el concurso general, por equipos, salto, barras asimétricas y suelo. Estas medallas hacen que actualmente sea la deportista con más medallas en la historia de los Juegos Mediterráneos, con un total de nueve. En los Juegos Olímpicos de Seúl celebrados en 1988 obtuvo el puesto 23º. En 1988 y 1990 fue subcampeona de España. En 1991 se retiró de la competición.

Laura es una figura histórica de la gimnasia y del deporte femenino español. En la época en que Laura despertaba admiración y pasión deportiva, apenas existían figuras femeninas del deporte. Laura recibió una atención de los medios de comunicación inédita hasta entonces para una mujer deportista. Sus éxitos, que supusieron el despegue de la gimnasia española en cuanto a resultados y respetabilidad internacional, fueron los que han permitido que detrás de ella empezara un linaje de gimnastas que nunca ha pasado desapercibido a los ojos de técnicos y jueces en las competiciones de más alto nivel.
Jesús ''Fillo'' Carballo en 2003, sobre Laura Martínez

## Retirada del deporte profesional
Entre 1990 y 1992 fue entrenadora del equipo nacional júnior y sénior y del equipo olímpico español de los Juegos Olímpicos de Barcelona 1992 de gimnasia artística femenina. Desde 1994 trabaja de comentarista en la cadena Eurosport retransmitiendo las competiciones de gimnasia artística y gimnasia rítmica. En 1996 obtiene la diplomatura en Magisterio de Educación Primaria y en 1996 se licencia en Psicopedagogía. Desde 2003 es miembro de la Comisión de Deportistas del Comité Olímpico Español. Ejerce de maestra de Educación Primaria en Madrid. Actualmente trabaja en la Fundación Madrid por el Deporte como Responsable del Área de Deportes y asesora a otros deportistas desde la Oficina de Atención al Deportista de esta entidad. Además, forma parte de la Junta Directiva de la Real Federación Española de Gimnasia, siendo vicepresidenta de la misma.

## Premios, reconocimientos y distinciones
- Gimnasta del año 1982, por la Real Federación Española de Gimnasia (1983)
- Persona Más Popular de España, por el Diario Pueblo (1983)
- Medalla al Mérito Gimnástico de 1983, otorgado por la Real Federación Española de Gimnasia (1984)
- Premio a la Mejor Deportista Española del año 1987, otorgado por la Asociación Española de la Prensa Deportiva (1987)[6]
- Medalla al Mérito Gimnástico de 1987, otorgado por la Real Federación Española de Gimnasia (1988)[7]
- Medalla de Plata de la Real Orden del Mérito Deportivo, otorgada por el Consejo Superior de Deportes (2006)[8]
- Galardonada en la XXXIX Gala Nacional del Deporte de la Asociación Española de la Prensa Deportiva (2019)[9]